# Georges Piot
Georges Piot (Parigi, 14 settembre 1896 – Creteil, 5 aprile 1980) è stato un canottiere francese.

## Palmarès

### Olimpiadi
- 1 medaglia:
  - 1 argento (Parigi 1924 nel due senza)